# Symphonie de jeunesse (Rachmaninov)
La Symphonie de jeunesse en ré mineur est le premier mouvement d'une symphonie écrite par Sergueï Rachmaninov, dont la partition est datée du 28 septembre 1891. Il s'agit du seul mouvement de l'œuvre qui ait été achevé.

## Contexte et création
La partition fut publiée à titre posthume par Muzgiz en 1947.
La composition, telle qu'elle nous est parvenue, consiste en un mouvement unique marqué Grave - Allegro molto et dure environ 10 à 12 minutes. Cette symphonie en un seul mouvement est orchestrée pour deux flûtes, deux hautbois, deux clarinettes, deux bassons, quatre cors, deux trompettes, trois trombones, un tuba, timbales, et cordes.